# Jigme Yoser Thinley
Jigme Yoser Thinley (født 9. september 1952 i Bumtangdistriktet i Bhutan) er en bhutanesisk politiker, der fra den 9. april 2008 til april 2013 var premierminister i Bhutan..
Thinley pådrog sig i 2008 opmærksomhed, da han advarede FN's generalforsamling om at en for stor en del af verdens befolkning har udviklet "en livsstil, som hverken er rationel eller bæredygtig".
Han er især kendt for iværksættelsen af "lykkeresolutionen" i 2011. "Lykkeresolution" indebærer et opgør med landes traditionelle fokus på bruttonationalproduktet (BNP), idet størrelsen af BNP ikke anses for på tilstrækkelig vis at reflektere folkets lykke. I stedet bruges der "bruttonational lykke", der beskrives som et filosofisk og udviklingsmæssigt paradigme, der baserer sig på den antagelse, at det ultimative mål for ethvert individ er at opnå lykke, og at det derfor er statens ansvar at skabe mulighederne for at borgerne kan forfølge dette mål.